# Kai (chien)
Pour les articles homonymes, voir Kai.
Le kai, également appelé kai tora-ken (甲斐犬), est une race de chiens originaire du Japon de type spitz à la robe bringée. C'est une race très rare.

## Historique

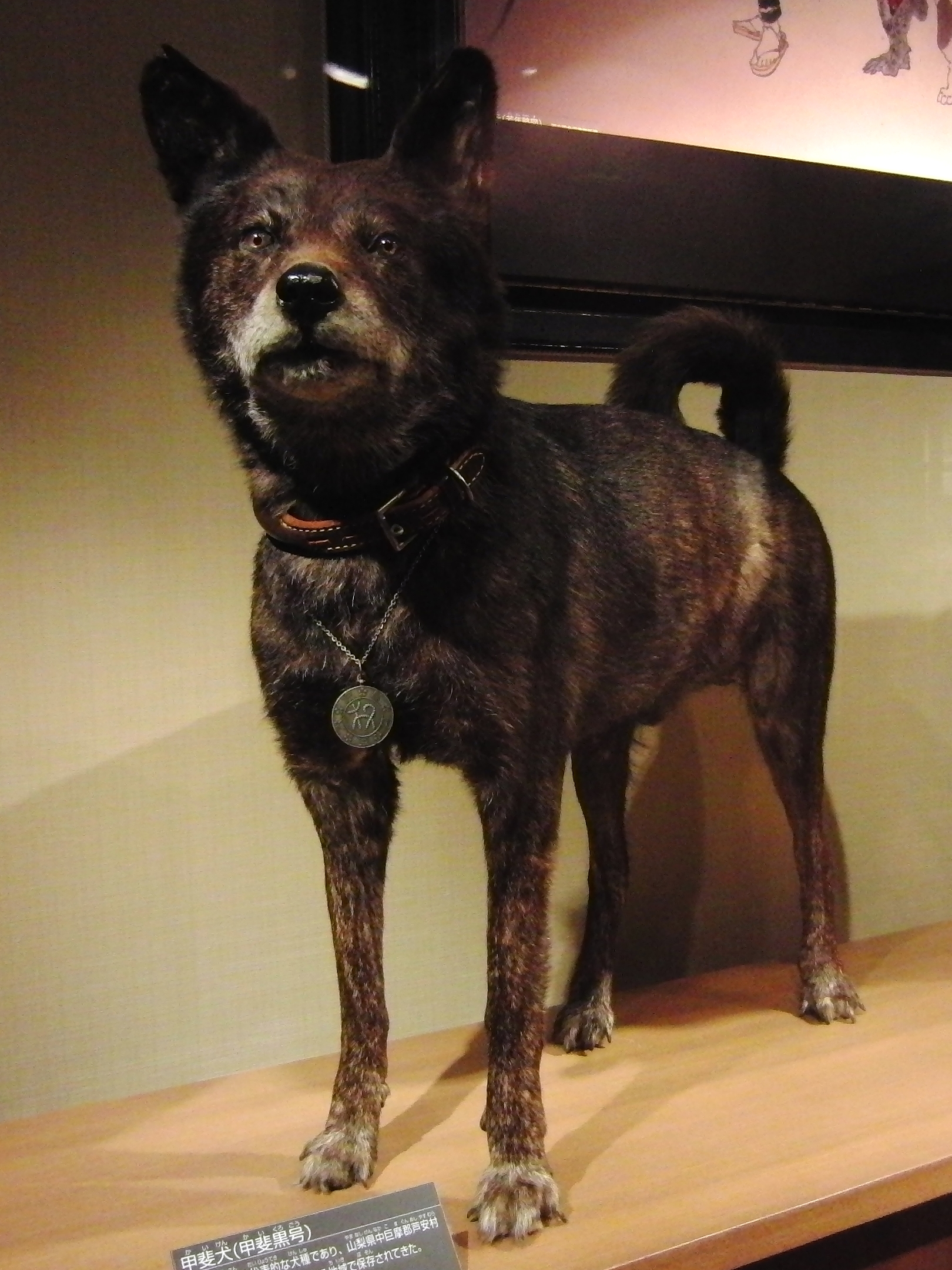
Kai-kuro-go, un kai empaillé présenté au musée national de la nature et des sciences de Tokyo.

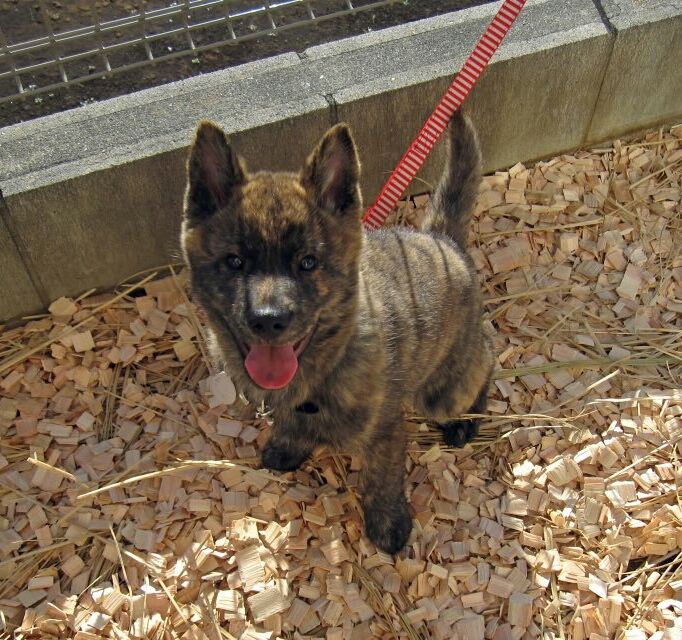
Un chiot de race Kai.

Cette race tire son origine des chiens de taille moyenne qui existaient autrefois au Japon. Elle s’est établie dans la province de Kai. La tendance prononcée du kai à s'ameuter a peut-être contribué à sauvegarder la pureté de la race. La race a été déclarée « Monument naturel » en 1934.

## Standard
Le kai est un chien de taille moyenne, bien proportionné. Il est de constitution robuste avec une musculature bien développée. Les membres sont vigoureux et les jarrets particulièrement bien développés. Les yeux sont assez petits, de forme presque triangulaire et de couleur brun foncé. Légèrement plus grandes que celles des autres races japonaises, les oreilles de forme triangulaire et légèrement inclinées vers l'avant sont de taille moyenne, fermement dressées. La queue épaisse est fortement enroulée ou portée recourbée sur le dos en forme de faucille. L’extrémité de la queue atteint presque le niveau du jarret quand elle est abaissée.
Le poil de couverture est rude et droit, ras avec un sous-poil doux et dense. Les couleurs acceptées sont le bringé noir, le bringé rouge ou le bringé. Les chiots naissent unicolores et deviennent bringés en grandissant : c'est un trait caractéristique de la race.

## Caractère
Le tempérament est décrit comme ardent et très éveillé dans le standard de la race.

## Utilité
Le kai sert principalement comme de chien de chasse au sanglier et au cerf. Il peut s'ameuter.